# Греко, Фабрис
Фабрис Греко (фр. Fabrice Gréco; 10 февраля 1965, Париж, Франция) — французский ребёнок-актёр, известный в кинематографе своей ролью сына миллионера Эрика в популярном фильме «Игрушка» (1976).

## Биография
Родился 10 февраля 1965 года в Париже, Франция. Роль в «Игрушке» досталась Фабрису Греко случайно, как сыну знакомого одного из членов съёмочной группы.
Окончил колледж, получил профессию инженера-программиста, работает веб-дизайнером в одной из интернет-компаний. Живёт с женой и дочерью в Париже. С прессой предпочитает не общаться.

## Фильмография
- 1976: Игрушка — Эрик Рамбаль-Коше
- 2013: Игрушки президента / Les jouets du président —  камео